# Љуша (Куршумлија)
Љуша је насеље у Србији у општини Куршумлија у Топличком округу. Према попису из 2022 било је 68 становника (према попису из 1991. било је 158 становника).

## Демографија
У насељу Љуша живи 106 пунолетних становника, а просечна старост становништва износи 59,0 година (56,0 код мушкараца и 61,8 код жена). У насељу има 59 домаћинстава, а просечан број чланова по домаћинству је 1,85.
Ово насеље је углавном насељено Србима (према попису из 2002. године), а у последња три пописа, примећен је пад у броју становника.
|  |

| Демографија | Демографија | Демографија |
| Година      | Становника  | Становника  |
| ----------- | ----------- | ----------- |
| 1948.       | 724         |             |
| 1953.       | 768         |             |
| 1961.       | 740         |             |
| 1971.       | 471         |             |
| 1981.       | 345         |             |
| 1991.       | 158         | 158         |
| 2002.       | 109         | 109         |

| Етнички састав према попису из 2002.‍ | Етнички састав према попису из 2002.‍ | Етнички састав према попису из 2002.‍ | Етнички састав према попису из 2002.‍ | Етнички састав према попису из 2002.‍ |
| ------------------------------------ | ------------------------------------ | ------------------------------------ | ------------------------------------ | ------------------------------------ |
|                                      |                                      |                                      |                                      |                                      |
| Срби                                 | Срби                                 |                                      | 95                                   | 87,15%                               |
| Роми                                 | Роми                                 |                                      | 8                                    | 7,33%                                |
| непознато                            | непознато                            |                                      | 6                                    | 5,50%                                |

| Година пописа     | 1948. | 1953. | 1961. | 1971. | 1981. | 1991. | 2002. |
| ----------------- | ----- | ----- | ----- | ----- | ----- | ----- | ----- |
| Број домаћинстава | 102   | 108   | 117   | 108   | 109   | 73    | 59    |

| Број чланова      | 1  | 2  | 3 | 4 | 5 | 6 | 7 | 8 | 9 | 10 и више | Просек |
| ----------------- | -- | -- | - | - | - | - | - | - | - | --------- | ------ |
| Број домаћинстава | 25 | 26 | 5 | 1 | 1 | 0 | 0 | 1 | 0 | 0         | 1,85   |

| Пол    | Укупно | Неожењен/Неудата | Ожењен/Удата | Удовац/Удовица | Разведен/Разведена | Непознато |
| ------ | ------ | ---------------- | ------------ | -------------- | ------------------ | --------- |
| Мушки  | 50     | 9                | 33           | 7              | 1                  | 0         |
| Женски | 56     | 6                | 27           | 19             | 3                  | 1         |
| УКУПНО | 106    | 15               | 60           | 26             | 4                  | 1         |

| Пол    | Укупно                    | Пољопривреда, лов и шумарство | Рибарство                            | Вађење руде и камена | Прерађивачка индустрија       |
| ------ | ------------------------- | ----------------------------- | ------------------------------------ | -------------------- | ----------------------------- |
| Мушки  | 15                        | 9                             | 0                                    | 0                    | 2                             |
| Женски | 12                        | 11                            | 0                                    | 0                    | 0                             |
| УКУПНО | 27                        | 20                            | 0                                    | 0                    | 2                             |
| Пол    | Производња и снабдевање   | Грађевинарство                | Трговина                             | Хотели и ресторани   | Саобраћај, складиштење и везе |
| Мушки  | 0                         | 1                             | 0                                    | 1                    | 0                             |
| Женски | 0                         | 0                             | 1                                    | 0                    | 0                             |
| УКУПНО | 0                         | 1                             | 1                                    | 1                    | 0                             |
| Пол    | Финансијско посредовање   | Некретнине                    | Државна управа и одбрана             | Образовање           | Здравствени и социјални рад   |
| Мушки  | 0                         | 0                             | 0                                    | 0                    | 0                             |
| Женски | 0                         | 0                             | 0                                    | 0                    | 0                             |
| УКУПНО | 0                         | 0                             | 0                                    | 0                    | 0                             |
| Пол    | Остале услужне активности | Приватна домаћинства          | Екстериторијалне организације и тела | Непознато            | Непознато                     |
| Мушки  | 0                         | 0                             | 0                                    | 2                    | 2                             |
| Женски | 0                         | 0                             | 0                                    | 0                    | 0                             |
| УКУПНО | 0                         | 0                             | 0                                    | 2                    | 2                             |